# Steve Biko FC
Steve Biko Football Club w skrócie Steve Biko FC – gambijski klub piłkarski mający siedzibę w mieście Bakau, grający w pierwszej lidze gambijskiej.

## Sukcesy
- I liga[1]:
  - mistrzostwo (1):  2013.

- Puchar Gambii[2]:
  - zwycięstwo (1): 2000.

## Występy w afrykańskich pucharach
| Sezon | Rozgrywki                 | Runda   | Kraj     | Klub          | Dom | Wyjazd | Dwumecz |
| ----- | ------------------------- | ------- | -------- | ------------- | --- | ------ | ------- |
| 2001  | Puchar Zdobywców Pucharów | 1       | Algieria | CR Béni Thour | 1–0 | 0–2    | 1–2     |
| 2014  | Liga Mistrzów             | wstępna | Algieria | ES Sétif      | –   | –      | –       |

## Stadion
Domowe mecze klub rozgrywa na stadionie o nazwie Biko Field Cape Point w Bakau, który może pomieścić 2000 widzów.

## Reprezentanci kraju grający w klubie od 1990 roku
Stan na lipiec 2023.
| - Aboulie Bojang - Kebba Bojang - Lamin Conateh - Saikou Conteh - Abdou Jammeh - Kawsu Jammeh - Lamin Jammeh - Paring Jammeh - Mustapha Jarju - Assan Jatta | - Lamin Jatta - Modou Jatta - Samuel Kargbo - Ousman Koli - Habib Kunta - Tapha Minteh - Lamin Samateh - Demba Sanyang - Mustapha Sarr - Mohamadou Sumareh |